# World Team Challenge 2005
World Team Challenge 2005 var den fjärde upplagan av skidskyttetävlingen som avgjordes den 30 december 2005 inne på och strax utanför fotbollsarenan Veltins-Arena i Gelsenkirchen, Tyskland.
Totalt kom 12 lag till start med 24 tävlande ifrån sex olika europeiska länder plus två deltagare från Kina. Det var första gången det fanns deltagare med som kom från en annan världsdel än Europa. Tyskland, som arrangerar tävlingen, hade tio deltagare med, Norge hade fyra deltagare medan övriga länder hade två deltagare var.
Tävlingen vanns av det norska paret Linda Tjørhom/Ole Einar Bjørndalen som var 26,8 sekunder det ryska paret Olga Zajtseva/Sergej Rosjkov. Trea kom det franska paret Sandrine Bailly/Vincent Defrasne som var 1.13,8 minuter efter.

## Startfält
| Lag | Namn                                    | Land      |
| --- | --------------------------------------- | --------- |
| 1   | Katja Beer och Michael Rösch            | Tyskland  |
| 2   | Kati Wilhelm och Michael Greis          | Tyskland  |
| 3   | Katrin Apel och Daniel Graf             | Tyskland  |
| 4   | Simone Denkinger och Andreas Birnbacher | Tyskland  |
| 5   | Ute Niziak och Christoph Knie           | Tyskland  |
| 6   | Linda Tjørhom & Ole Einar Bjørndalen    | Norge     |
| 7   | Anne Ingstadtbjørg & Stian Eckhoff      | Norge     |
| 8   | Olga Zajtseva & Sergej Rosjkov          | Ryssland  |
| 9   | Xianying Liu & Chengye Zhang            | Kina      |
| 10  | Sandrine Bailly & Vincent Defrasne      | Frankrike |
| 11  | Olena Petrova & Andrej Deryzemlja       | Ukraina   |
| 12  | Kateřina Holubcová & Roman Dostal       | Tjeckien  |

## Kvalloppet
| Nr | Namn                                  | Land | Tid     |
| -- | ------------------------------------- | ---- | ------- |
| 1  | Olga Zajtseva & Sergej Rosjkov        | RUS  | 17.01,0 |
| 2  | Linda Tjørhom & Ole Einar Bjørndalen  | NOR  | +14,4   |
| 3  | Katja Beer & Michael Rösch            | GER  | +38,9   |
| 4  | Kati Wilhelm & Michael Greis          | GER  | +42,9   |
| 5  | Xianying Liu & Chengye Zhang          | CHN  | +56,0   |
| 6  | Sandrine Bailly & Vincent Defrasne    | FRA  | +56,6   |
| 7  | Anne Ingstadtbjørg & Stian Eckhoff    | NOR  | +1.02,9 |
| 8  | Katrin Apel & Daniel Graf             | GER  | +1.09,5 |
| 9  | Simone Denkinger & Andreas Birnbacher | GER  | +1.29,4 |
| 10 | Olena Petrova & Andrej Deryzemlja     | UKR  | +1.37,9 |
| 11 | Kateřina Holubcová & Roman Dostal     | CZE  | +1.42,8 |
| 12 | Ute Niziak & Christoph Knie           | GER  | +1.44,8 |

## Slutresultat
| Nr | Namn                                  | Land | Tid     |
| -- | ------------------------------------- | ---- | ------- |
| 1  | Linda Tjørhom & Ole Einar Bjørndalen  | NOR  | 58.21,7 |
| 2  | Olga Zajtseva & Sergej Rosjkov        | RUS  | +26,8   |
| 3  | Sandrine Bailly & Vincent Defrasne    | FRA  | +1.13,8 |
| 4  | Kati Wilhelm & Michael Greis          | GER  | +1.48,0 |
| 5  | Simone Denkinger & Andreas Birnbacher | GER  | +2.21,6 |
| 6  | Katja Beer & Michael Rösch            | GER  | +2.38,7 |
| 7  | Olena Petrova & Andrej Deryzemlja     | UKR  | +2.45,9 |
| 8  | Anne Ingstadtbjørg & Stian Eckhoff    | NOR  | +2.58,8 |
| 9  | Xianying Liu & Chengye Zhang          | CHN  | +3.20,4 |
| 10 | Kateřina Holubcová & Roman Dostal     | CZE  | +3.32,7 |
| 11 | Katrin Apel & Daniel Graf             | GER  | +4.24,5 |
| 12 | Ute Niziak & Christoph Knie           | GER  | Varvade |